# 5535 안네프랑크

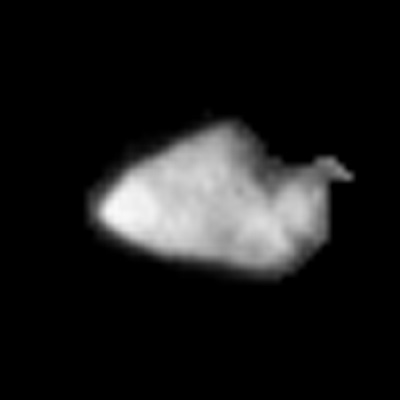
스타더스트가 촬영한 소행성 안네프랑크

5535 안네프랑크(5535 Annefrank)는 소행성대의 소행성이다. 이름은 나치 강제 수용소에서 사망한 네덜란드계 유태인 소녀 안네 프랑크의 이름을 딴 것으로, 1995년에 지어졌다.
2002년 스타더스트 탐사선이 5535 안네프랑크에 3079킬로미터까지 접근했다. 탐사선이 촬영한 사진에 의하면 5535 안네프랑크는 지름 6.6 × 5.0 × 3.4킬로미터로 예상치보다 두 배 컸으며 충돌구로 덮인 불규칙한 모양이었다. 사진으로 추정한 안네프랑크의 반사율은 0.24로 계산되었다.